# Andrzej Błasik
Andrzej Eugeniusz Błasik (ur. 11 października 1962 w Poddębicach, zm. 10 kwietnia 2010 w Smoleńsku) – polski pilot wojskowy, generał broni Wojska Polskiego (2007), w 2007 komendant Wyższej Oficerskiej Szkoły Sił Powietrznych, w latach 2007–2010 dowódca Sił Powietrznych; pośmiertnie awansowany do stopnia generała (2010).

## Życiorys
Andrzej Błasik urodził się jako syn Eugeniusza i Marianny, z domu Darulewska. Jego matka była nauczycielką w szkole podstawowej w Wartkowicach. Miał troje starszego rodzeństwa: siostry Jolantę (ur. 1957) i Ewę (ur. 1960) i brata Piotra (ur. 1959).

### Wykształcenie
Uczęszczał do szkoły podstawowej w Wartkowicach. W latach 1977–1981 kształcił się w Liceum Lotniczym przy Wyższej Oficerskiej Szkole Lotniczej w Dęblinie. W 1981 wstąpił do Wyższej Szkoły Oficerskiej Sił Powietrznych (Szkoła Orląt), po ukończeniu której w 1985 uzyskał tytuł pilota inżyniera, otrzymał promocję oficerską i stopień wojskowy podporucznika w grupie pilotów korpusu osobowego lotnictwa.
W okresie od 1993 do 1995 studiował w Akademii Obrony Narodowej w Warszawie, po ukończeniu której uzyskał dyplom i tytuł oficera dyplomowanego. Był również absolwentem kursu Holenderskiej Akademii Obrony w Hadze (1998) oraz Szkoły Wojennej Sił Powietrznych Stanów Zjednoczonych w Montgomery (2005).

### Służba wojskowa
Na pierwsze stanowisko służbowe – pilota – został skierowany do 8. Pułku Lotnictwa Myśliwsko-Bombowego w Mirosławcu. W 1987 przeniesiono go do 40. Pułku Lotnictwa Myśliwsko-Bombowego w Świdwinie, gdzie był starszym pilotem, dowódcą klucza, oficerem nawigatorem eskadry, zastępcą dowódcy eskadry i dowódcą eskadry. Od 1995 służył w Szefostwie Wojsk Lotniczych Dowództwa Wojsk Lotniczych i Obrony Powietrznej w Warszawie. Pełnił kolejno obowiązki starszego inspektora Oddziału Nawigacji, starszego inspektora Oddziału Szkolenia oraz starszego specjalisty Oddziału Operacyjnego.
W 2001 objął funkcję szefa szkolenia 2 Brygady Lotnictwa Taktycznego w Poznaniu, a w 2002 został dowódcą tamtejszej 31 Bazy Lotniczej. Dowodzona przez niego jednostka wojskowa otrzymała w 2003 Znak Honorowy Sił Zbrojnych Rzeczypospolitej Polskiej za zabezpieczenie międzynarodowych manewrów pk. „NATO Air Meet 2003”. Od 2004 był szefem Oddziału Zastosowania Bojowego w Dowództwie Sił Powietrznych, natomiast w latach 2005–2007 dowodził 2 Brygadą Lotnictwa Taktycznego w Poznaniu.
15 sierpnia 2005 prezydent RP Aleksander Kwaśniewski awansował go na stopień generała brygady. W 2007 gen. Błasik został komendantem-rektorem Wyższej Szkoły Oficerskiej Sił Powietrznych w Dęblinie. 19 kwietnia 2007 prezydent RP Lech Kaczyński awansował go na stopień generała dywizji i mianował dowódcą Sił Powietrznych, a 15 sierpnia 2007 awansował go na stopień generała broni.
Był pilotem klasy mistrzowskiej, posiadał ogólny nalot 1592 godzin, w tym 482 godzin na samolocie Su-22. Miał uprawnienia instruktorskie do szkolenia we wszystkich warunkach atmosferycznych na samolotach Su-22 i PZL TS-11 Iskra. Wykonywał także loty na samolotach Zlin-42M, PZL-101, Lim-2, Lim-5, Lim-6M i Jak-40. Posiadał tytuł honorowy „Zasłużony pilot wojskowy”.
Zginął 10 kwietnia 2010 w katastrofie polskiego samolotu Tu-154M w Smoleńsku w drodze na obchody 70. rocznicy zbrodni katyńskiej. Do ostatniej chwili przebywał obok pilotów w kokpicie i zachęcał ich do lądowania. 15 kwietnia 2010 Bronisław Komorowski, wykonujący obowiązki Prezydenta RP, postanowieniem Nr 112-8-2010 mianował go pośmiertne generałem. 28 kwietnia został pochowany w Kwaterze Smoleńskiej na Cmentarzu Wojskowym na Powązkach w Warszawie (był to pierwotnie ostatni pogrzeb ofiary z 10 kwietnia 2010); w uroczystościach pogrzebowych uczestniczyli urzędnicy państwowi i przedstawiciele wszystkich rodzajów wojsk, w tym także m.in. dowódca Sił Powietrznych Stanów Zjednoczonych w Europie gen. Roger A. Brady.
Wdowa po gen. Andrzeju Błasiku oraz jej dorosłe dzieci otrzymały po 250 tysięcy złotych (łącznie 1,5 mln złotych) – tytułem zadośćuczynienia za krzywdę powstałą „wskutek traumatycznych przeżyć związanych z pochówkiem”, na podstawie zawartej z MON w tej sprawie ugody z rodziną generała Błasika.

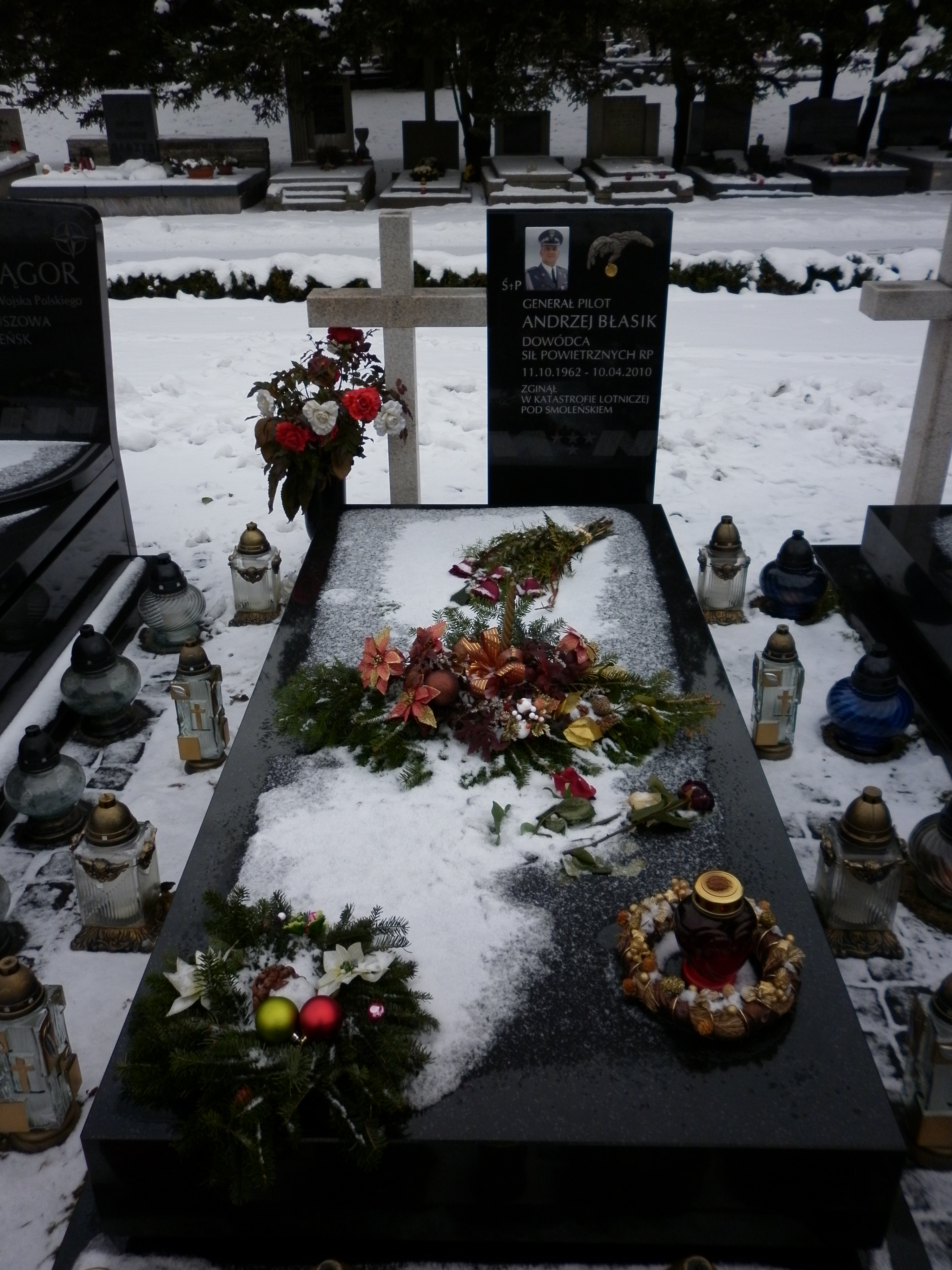
Grób Andrzeja Błasika na Cmentarzu Wojskowym na Powązkach (2011)

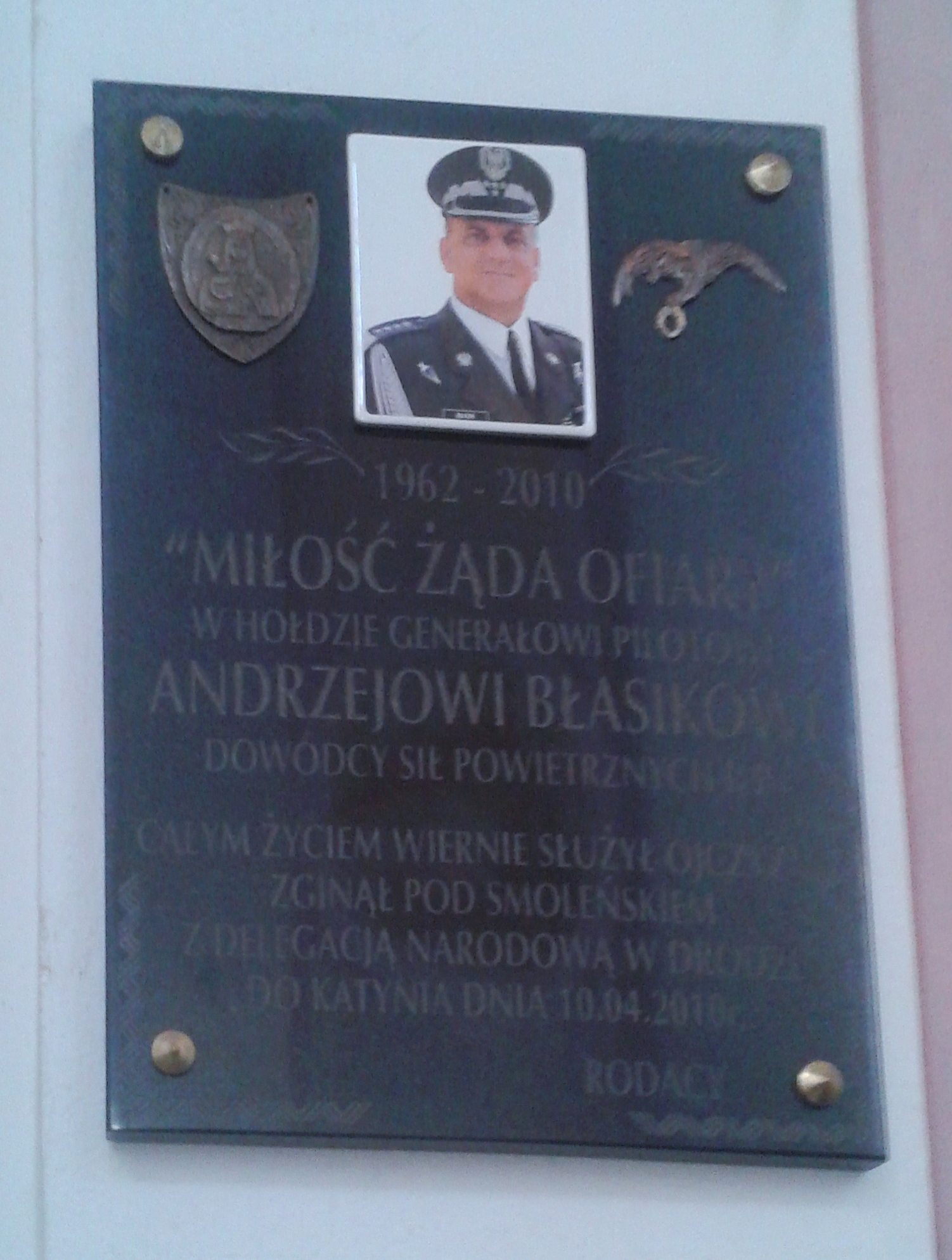
Tablica upamiętniająca generała w sanktuarium w Leśnej Podlaskiej

### Życie prywatne
Miał żonę, Ewę Błasik (ur. 1963), magister administracji, oraz dwoje dzieci, córkę Joannę i syna Michała. Poprzez żonę był spowinowacony z prof. Bogdanem Chazanem. Interesował się sportem, turystyką, wędkarstwem i fotografią.

## Ordery i odznaczenia
- Krzyż Komandorski Orderu Odrodzenia Polski – 2010, pośmiertnie[20]
- Srebrny Krzyż Zasługi – 2006[21]
- Brązowy Krzyż Zasługi – 1998[22]
- Srebrny Medal „Siły Zbrojne w Służbie Ojczyzny”[1]
- Brązowy Medal „Siły Zbrojne w Służbie Ojczyzny”
- Złoty Medal „Za zasługi dla obronności kraju”[1]
- Medal 100-lecia ustanowienia Sztabu Generalnego Wojska Polskiego – 2018, pośmiertnie[23]
- Odznaka Pilota
- Odznaka Skoczka Spadochronowego
- Złoty Medal Aeroklubu Polskiego – 2010, pośmiertnie[24]
- Wielki Oficer Orderu Zasługi – 2008, Portugalia[25]
- Commander Legii Zasługi – 2009, Stany Zjednoczone[26]

## Upamiętnienie
1 czerwca 2010 przed Salą Tradycji Dowództwa Sił Powietrznych RP w Warszawie odsłonięto tablicę upamiętniającą gen. Andrzeja Błasika, a także członków załogi Tu-154M nr 101 z 10 kwietnia 2010.
8 września 2010 na terenie amerykańskiej Bazy Lotniczej Ramstein gen. Roger A. Brady i Ewa Błasik odsłonili pomnik (w postaci drzewka dębu) i tablicę pamiątkową poświęcone gen. Andrzejowi Błasikowi. 28 września 2010 Andrzej Błasik został wyróżniony pośmiertnie tytułem honorowego obywatela Dęblina, a 10 listopada 2010 tytuł „Zasłużony dla Powiatu Poddębickiego”.
Rodzina Andrzeja Błasika przekazała na Jasną Górę jego czapkę oraz jedno z odznaczeń.
10 maja 2011 w Galerii Podlaskiej w Białej Podlaskiej otwarto wystawę upamiętniającą gen. Andrzeja Błasika oraz stewardesę Barbarę Maciejczyk.
1 września 2011 na terenie Zespołu Szkół w Wartkowicach odsłonięto pomnik poświęcony lotnikom ziemi wartkowickiej, złożony z samolotu TS-11 Iskra (nr 1232) oraz tablicy pamiątkowej, na której umieszczono sześć nazwisk, w tym gen. Andrzeja Błasika, absolwenta szkoły.
11 marca 2012 roku w katedrze polowej Wojska Polskiego w Warszawie i na Cmentarzu Wojskowym na Powązkach odbyły się uroczystości upamiętniające gen. Andrzeja Błasika, zorganizowane przez Społeczny Komitet w Hołdzie gen. Andrzejowi Błasikowi
10 października 2012 roku na ścianie budynku Wydziału Lotnictwa Wyższej Szkoły Oficerskiej Sił Powietrznych w Dęblinie została odsłonięta tablica pamiątkowa, zamieszczona z inicjatywy społeczności uczelni, za zgodą jej senatu.
15 grudnia 2012 odsłonięto tablicę upamiętniającą Andrzeja Błasika na lotnisku Port Lotniczy Łódź im. Władysława Reymonta, gdzie w przeszłości generał przechodził podstawowy kurs latania.
8 maja 2014 rondo w Gostkowie Starym nazwano imieniem generała Andrzeja Błasika.
15 sierpnia 2014 popiersie Andrzeja Błasika zostało odsłonięte w Panteonie Bohaterów Sanktuarium Narodowego na Cmentarzu Poległych w Bitwie Warszawskiej w Ossowie.
Tablica ku czci Andrzeja Błasika została ustanowiona w sanktuarium w Leśnej Podlaskiej.
9 maja 2015 roku w kaplicy Pamięci Narodu na Jasnej Górze, odbył się drugi pochówek, z odnalezionymi we wrześniu 2010 szczątkami, przez uczestników motocyklowego Rajdu Katyńskiego.
Generałowie Andrzej Błasik, Andrzej Karweta i Bronisław Kwiatkowski zostali upamiętnieni w filmie dokumentalnym autorstwa Anity Gargas pt. W imię honoru z 2016, w którym wystąpiły ich małżonki.
27 sierpnia 2016 na terenie 31 Bazy Lotniczej w Krzesinach (Poznań) odsłonięto pierwszy w Polsce pomnik generała. Prezydent Andrzej Duda odsłonił także tablicę pamiątkową poświęconą pamięci Marii i Lecha Kaczyńskich oraz generała broni pilota Stanisława Targosza. W uroczystościach wziął też udział minister Antoni Macierewicz.